# Braunschweiger Okeraue
Die Braunschweiger Okeraue ist ein Naturschutzgebiet in der niedersächsischen Stadt Braunschweig.

## Allgemeines
Das Naturschutzgebiet mit dem Kennzeichen NSG BR 118 ist 320 Hektar groß. Es ist fast vollständig Bestandteil des FFH-Gebietes „Aller (mit Barnbruch), untere Leine, untere Oker“. Im Norden grenzt es an das Naturschutzgebiet „Nördliche Okeraue zwischen Hülperode und Neubrück“, im Süden stellenweise an das Landschaftsschutzgebiet „Okertalaue“. Das Gebiet steht seit dem 16. Dezember 2004 unter Naturschutz. Zuständige untere Naturschutzbehörde ist die Stadt Braunschweig.

## Beschreibung
Das Naturschutzgebiet liegt im Nordwesten von Braunschweig. Es stellt den in diesem Bereich noch weitgehend naturnahen Mittellauf der Oker vom Ölpersee bis zur Stadtgrenze einschließlich der unbebauten Flussaue und der angrenzenden Hangterrassen bzw. Binnendünen unter Schutz. Das Gebiet wird geprägt von einem Mosaik aus Grünland- und Brachflächen sowie einzelnen Acker- und Waldflächen. In der Talaue, in der noch periodisch Überschwemmungen eintreten, befinden sich mehrere Stillgewässer und Altarme der Oker.
Die Ufer der mäandrierenden Oker sind teilweise unbefestigt, so dass Steilufer, Abbruchkanten und Aufsandungen entstehen können. Der Flusslauf wird überwiegend von Weichholzbeständen und teilweise Auwaldresten, Hochstaudenfluren und ausgedehnten Seggenrieden und Röhrichten begleitet.
Der Flusslauf ist ein wichtiges Rast- und Nahrungsbiotop für durchziehende Wasservogelarten wie Zwergtaucher, Schellente, Gänsesäger und Zwergsäger. Die vielfach feuchten Wiesen entlang des Flusslaufes sind Lebensraum für zahlreiche Watvögel, darunter Waldwasserläufer und Bekassine. Außerdem sind verschiedene Pieper und Stelzen hier heimisch. Im Naturschutzgebiet siedeln unter anderem die Gefäßpflanzen Sumpfdotterblume, Geflügelte Braunwurz, Schwanenblume, Gelbe Wiesenraute und Schlangenlauch.
Das Naturschutzgebiet wird an mehreren Stellen von Verkehrswegen gequert: Im Süden queren die Bundesautobahn 391 und die Güterbahnstrecke der ehemaligen Bahnstrecke Celle–Braunschweig Richtung Wendeburg sowie die Kreisstraße 25 das Naturschutzgebiet. Durch die Mitte des Schutzgebietes verläuft der Mittellandkanal. Die Oker unterquert ihn durch einen Düker. Im Norden grenzt das Naturschutzgebiet an die Bundesautobahn 2.